# Baja azul
Una baja azul (en inglés: blue discharge), también conocida como el ticket azul (blue ticket), era un tipo extraordinario de baja militar administrativa que se usó en los Estados Unidos desde 1916 hasta 1947. No se trataba de una licencia con honores pero tampoco se explicitaba que fuera una sin honores. La baja azul se convirtió en la forma habitualmente elegida por los mandos para expulsar a los homosexuales de las filas militares. También se usó de forma desproporcionada para echar a los negros de los ejércitos.
Los soldados expulsados con una baja azul eran objeto de discriminación en la vida civil. El Departamento de Veteranos les negaba el cobro de las prestaciones otorgadas por la ley G.I. y tenían dificultades para encontrar trabajo porque los empleadores solían solicitar certificados de haber realizado el servicio militar y conocían las connotaciones negativas que acompañaban a la baja azul. Tras una intensa crítica en la prensa -especialmente la dirigida a la comunidad negra- y en el congreso, dejó de usarse y se sustituyó por dos nuevas clases de licencia militar: la general y la indeseable.

## Creación
La baja azul se creó en 1916 para reemplazar a dos clases anteriores de baja: la baja administrativa sin honor y la baja sin clasificación. Estas bajas se imprimían en papel azul, del que tomaron su nombre. También se las llamó tickets azules. Uno de sus primeros usos fue durante la Primera Guerra Mundial para dar de baja a los soldados que se detectaba que se habían alistado siendo menores de edad, pero esta práctica se abolió por ley, de forma que todas las bajas de menores pasaron a la categoría de honorables.

## Conexión con la homosexualidad
Los ejércitos de Estados Unidos tenían una larga tradición de juzgar a los militares homosexuales o a aquellos sorprendidos en prácticas homosexuales, en consejo de guerra, acusados de sodomía, que conducían a condenas de prisión o licencia con deshonor. Sin embargo la movilización de las tropas realizada tras la entrada de los Estados Unidos de la Segunda Guerra Mundial hizo difícil convocar juntas de oficiales para consejos de guerra, por lo que algunos mandos empezaron a realizar bajas administrativas en su lugar. Tras una serie de intentos de homogeneizar el trato a los homosexuales en las fuerzas armadas se dictaminó una directiva para que los homosexuales fueran envidados a los hospitales militares, examinados por psiquiatras, y dados de baja por medio de la regulación 615-360, sección 8. No se sabe exactamente cuántos militares homosexuales fueron dados de baja mediante este procedimiento, pero en 1946 el ejército estimó que se habían realizado entre 49.000 y 68.000 bajas azules, de las cuales unas 5000 habían sido motivadas por homosexualidad, mientras que en la Armada unos 4000 homosexuales habían sido licenciados con baja azul. El periodo que abarcan estas estimaciones no está claro.
Los psiquiatras responsables de crear y poner en práctica los procedimientos de exploración para excluir a los homosexuales del servicio militar inicialmente apoyaron la medida de dar a los militares homosexuales bajas azules. Cuando se dieron cuenta de las dificultades que acarreaba la baja azul en la vida civil solicitaron al ejército que cesaran esta práctica. William C. Menninger, que sirvió como director de la División de consulta psiquiátrica para el General médico de los Estados Unidos de 1944 a 1946, trató de convencer al ejército para que se licenciara con honores a los militares homosexuales que no hubieran cometido delitos durante su servicio militar.

## Discriminación
La Administración de veteranos se encargaba de administrar las disposiciones de la G.I. Bill, y negaba las prestaciones a los veteranos licenciados con baja azul, a pesar de que esta ley mencionaba que perderían las prestaciones explícitamente solo los veteranos licenciados deshonrosamente. La Corte de apelaciones para el distrito de Columbia se pronunció el 22 de diciembre de 1955, negando la apelación a Raymond W. Longernecker, al que la Administración de veteranos había negado las prestaciones que se le debían por la ley G.I. Longernecker fue licenciado con una baja azul, lo que significaba que había sido separado del servicio militar en condiciones ni honorables ni deshonrosas. El tribunal dictaminó que dos leyes negaban específicamente la jurisdicción del tribunal sobre tales decisiones de la Administración de veteranos. Sin embargo el tribunal apuntó que solo se le deberían negar las prestaciones a Longernecker si hubiera sido licenciado con deshonor. En 1945, el VA promulgó una directiva por la que las bajas azules por homosexualidad podían conllevar la denegación de prestaciones.

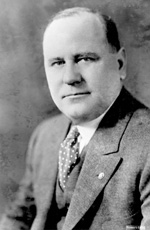
Senador Bennett Champ Clark, impulsor de la G.I. Bill, apoyó la prestaciones para los soldados licenciados con baja azul.

La mayoría de los empleadores pedían a los solicitantes de empleo que hubieran realizado su servicio militar y exigían los documentos de licencia como parte del proceso de solicitud. Los veteranos con baja azul experimentaron dificultades al pedir empleo porque muchos empleadores consideraban no deseables los motivos de la baja azul. Aquellos empleadores no tenían acceso a la lista de motivos de separación del servicio militar, de los cuales al menos cuatro estaban relacionados con la homosexualidad.
Cuando entró en vigor la G.I. Bill en 1944, el congreso expresó preocupación por un posible mal uso de la baja azul. En discusiones sobre detalles legislativos la Legión Estadounidense insistió en que se especificara la provisión de prestaciones a los veteranos con cualquier clase de licencia excepto la deshonrosa. La legión creía que se había dado un gran número de licencias azules y otras licencias menos honorables por motivos no razonables o triviales. En un testimonio ante el senado, el almirante de retaguardia Randall Jacobs se opuso enérgicamente a esta disposición porque minaría la moral y eliminaría cualquier incentivo para mantener un buen historial de servicio. El senador Bennett Champ Clark, un impulsor de la ley, rechazó estas preocupaciones, calificándolas de «unas de las objeciones más estúpidas, cortas de visión que se pueden plantear». Clark llegó a decir:

El ejército está dando bajas azules, nominalmente bajas honorables, a aquellos que no han tenido más falta que no haber mostrado suficiente aptitud para el servicio militar. Yo digo que cuando el Gobierno llama a filas a un hombre desde la vida civil y lo pone el servicio militar  ... y, posteriormente, porque el hombre no muestra suficiente aptitud le da una baja azul, o una baja sin honor, este hecho no debería impedir que recibiera las prestaciones a las que como soldados generalmente tienen derecho.

La ley G.I. también proporcionaba a los licenciados consejos de revisión para apelar las licencias que no hubieran sido deshonrosas. Desde 1945 hasta principios de 1947, estos consejos rutinariamente pasaban las bajas realizadas a los soldados homosexuales que no hubieran practicado el sexo durante actos de servicio a bajas honorables. Cerca de un tercio de todas las bajas azules revisadas pasaron a ser bajas honorables.

## Cruzada de la prensa negra
Otra minoría que recibió desproporcionadamente las bajas azules fueron los afroamericanos. De 48.603 bajas azules expedidas por el ejército entre el 1 de diciembre de 1941, y el 30 de junio de 1945, 10.806 fueron emitidas para negros. Los afroamericanos recibieron el 22,2% de todas las bajas azules, cuando solo constituían el 6,5% del ejército de ese periodo. En octubre de 1945 el periódico The Pittsburgh Courier, dirigido a la comunidad negra, lanzó una campaña contra este tipo de baja y su abuso. Denominándola como «un malicioso instrumento que no debería perpetrarse contra los soldados estadounidenses», el Courier reprendió al ejército por «permitir a los oficiales prejuiciosos usarla como un castigo a los soldados negros a los que no les gustaran las condiciones específicamente intolerables.» El Courier también mencionó específicamente la discriminación inferida por las bajas azules a los homosexuales, calificándolos de «desafortunados de una nación... que les angustia con la baja azul» y demanda saber «por qué el ejército elige penalizar a estos desafortunados que parecen necesitar más las prestaciones del ejército y la oportunidad de convertirse en mejores ciudadanos por las prestaciones en educación a que da derecho la ley G.I.» El Courier imprimió instrucciones para apelar las bajas azules y aconsejaba a los lectores que no aceptaran una baja azul.
Además del Courier, hubo otros grupos e instituciones que censuraron el uso punitivo que se hacía de las bajas azules, incluida la Legión Estadounidense, la Asociación Nacional para el Avance de la Gente de Color, la Federación Estadounidense del Trabajo y Congreso de Organizaciones Industriales y la Asociación benevolente de veteranos.

## Investigación del congreso
El Comité del congreso sobre asuntos militares convocó un comité especial para revisar el dispar tratamiento recibido por los licenciados por baja azul. El comité publicó su informe, "Blue Discharges" (bajas azules), el 30 de enero de 1946. El comité expresó su asombro por que cualquiera con una baja azul corriera el riesgo de estigmatización, denunciando la discriminación:

Hay que tener en cuenta que incluso una cantidad moderada de quejas en un asunto de este tipo es importante. Para una persona hacer tal queja en su propio caso implica que se siente una injusticia tan grande que está dispuesto a arriesgarse a que se publique el estigma de haber sido dado de baja del ejército bajo circunstancias que recrean la desgracia. Para cada demandante hay mucho más que volver a experimentar la sensación de injusticia pero prefieren enterrar su dolor en el mayor olvido posible.

Examinando historiales de casos de veteranos con baja azul, el comité determinó que «el procedimiento se presta a despidos basados en los prejuicios y el antagonismo.» Además el comité descubrió que los efectos de la baja azul «se diferenciaban poco de los de la baja deshonrosa... el hombre dado de baja encuentra difícil conseguir o mantener un empleo. La sospecha de la sociedad se despierta contra él, mucho peor en muchos sentidos por la atmósfera de misterio». El comité dijo que «nada puede probar más claramente la anómala, ilógica e insidiosa naturaleza de la baja azul que esta política de la Administración de veteranos». El comité calificó al sistema para tratar con los veteranos licenciados con baja azul de «juego retorcido entre el departamento de guerra y la Administración de veteranos.» and took the agency to task for "passing moral verdicts on the history of any soldier".
El comité recomendó que el sistema de licencia se reformara para que:
- se revisaran automáticamente todas las bajas azules;
- se exigiera al ejército la demostración de que se habían hecho múltiples intentos de rehabilitar a los soldados antes de emitir una baja azul;
- los soldados a los que se les diera una baja azul tuvieran derecho a consejo legal, proporcionado por el ejército o abogados privados;
- se proporcionaran copias de las regulaciones procesadas relativas al proceso de baja azul si se solicitaban;
- cualquier baja que no lo indicara específicamente se considerara como no deshonrosa.

El comité además recomendó cambiar la clasificación del sistema de bajas a cuatro categorías: honorable y deshonrosa, sin cambios en sus definiciones; «según condiciones honorables» para reemplazar a las bajas azules; y general, para cubrir las expulsiones por mala conducta.

## Repercusión
A pesar del informe del comité la administración de veteranos continuó discriminando a los que tenían una baja azul por homosexualidad, aunque se revisó la directiva de 1945 en 1946 y de nuevo en 1949. Las bajas azules dejaron de usarse a partir del 1 de julio de 1947, sustituidas por dos nuevas calificaciones, general e indeseable. Se consideraba baja general a una producida en condiciones honorables aunque no llegaba a ser una baja honorable. Una baja indeseable era la que se producía en condiciones no honorables sin llegar a ser una baja deshonrosa. Al mismo tiempo el ejército cambió su reglamento para asegurarse de que las expulsiones de los soldados gays y lesbianas no se hicieran mediante bajas generales. Según este sistema, un soldado que se descubriera que era homosexual aunque no hubiera realizado ninguna práctica homosexual durante el servicio sería expulsado con una baja deshonrosa. A partir de los años 1970, se tendió a licenciar a los soldados homosexuales a los que no se hubiera sorprendido en prácticas sexuales con bajas generales, mientras que se usaba la baja deshonrosa para los que sí hubieran sido sorprendidos en prácticas homosexuales. Los soldados homosexuales eran expulsados con un porcentaje desproporcionado de bajas indeseables. Este fue el status quo hasta que en 1993 se estableció la ley conocida como Don't ask, don't tell.
Se ha sugerido que el gran porcentaje de población homosexual de ciudades portuarias como San Francisco, Chicago y Nueva York es en parte resultado de las licencias azules. Esta teoría afirma que muchos veteranos gay licenciados con bajas azules procedentes de ciudades pequeñas o de las áreas rurales pensaron que era imposible regresar a sus hogares debido al estigma que conllevaba la baja azul. Y en su lugar se establecieron en grandes ciudades con subculturas gais establecidas o simplemente se quedaban en la ciudad por la que habían regresado a Estados Unidos.